# Tenis stołowy na Letniej Uniwersjadzie 2009
Tenis stołowy na Letniej Uniwersjadzie 2009 odbył się w dniach 3 - 9 lipca w hali Belgradzka Arena w Belgradzie. 
Belgradzka Arena oddalona jest od wioski akademickiej o półtora kilometra czyli około 5 minut drogi samochodem.
Do rozdania było 7 kompletów medali. Po 3 w konkurencjach męskich jak i żeńskich. Oraz jeden w konkurencjach mieszanych.
Tenisiści będą rywalizować w trzech rodzajach gier: pojedynczej, podwójnej i zespołowej.

## Obiekty
| Obiekt           | Miasto  | Odległość od wioski uniwersyteckiej | Odległość od wioski uniwersyteckiej | Funkcja           |
| Obiekt           | Miasto  | Kilometry                           | Czas                                | Funkcja           |
| Belgradzka Arena | Belgrad | 1,5 km                              | 5 min                               | Zawody i treningi |
| Ice Rink Pionir  | Belgrad | 7,7 km                              | 15 min                              | Treningi          |

## Konkurencje
| - gra pojedyncza - gra podwójna - zespoły | - gra pojedyncza - gra podwójna - zespoły | - gra podwójna |

## Terminarz finałów
| - 17:00 - 21:00 – zespoły mężczyzn - 17:00 - 21:00 – zespoły kobiet           | - 18:00 - 19:00 - gra podwójna mieszana                                           |
| - 18:00 - 19:30 - gra podwójna mężczyzn - 18:00 - 19:30 - gra podwójna kobiet | - 17:00 - 19:00 - gra pojedyncza mężczyzn - 17:00 - 19:00 - gra pojedyncza kobiet |

## Klasyfikacja medalowa
| Klasyfikacja medalowa |                  |   |   |   |       |
| Miej.                 | Państwo          |   |   |   | Razem |
| 1                     | Chiny            | 5 | 1 | 0 | 6     |
| 2                     | Chińskie Tajpej  | 2 | 1 | 1 | 4     |
| 5                     | Japonia          | 0 | 2 | 6 | 8     |
| 4                     | Francja          | 0 | 2 | 2 | 4     |
| 5                     | Rosja            | 0 | 1 | 0 | 1     |
| 6                     | Hiszpania        | 0 | 0 | 1 | 1     |
| 6                     | Korea Południowa | 0 | 0 | 1 | 1     |
| 6                     | Niemcy           | 0 | 0 | 1 | 1     |
| 6                     | Serbia           | 0 | 0 | 1 | 1     |
| 6                     | Ukraina          | 0 | 0 | 1 | 1     |

## Medale
| Konkurencja    | Złoto                                                          | Srebro                                                                                            | Brąz |
| Mężczyźni      |                                                                |                                                                                                   | |
| Gra pojedyncza | Chiang Hung-chieh                                              | Hidetoshi Oya                                                                                     | Adrien Mattenet Ołeksandr Diduk |
| Gra podwójna   | Chiny Cui Qinglei Li Yang                                      | Francja Adrien Mattenet Emmanuel Lebesson                                                         | Japonia Yuichi Yokoyama Hidetoshi Oya Serbia Marko Jevtović Zolt Pete                                                                      |
| Zespoły        | Chiny Xu Xin Cui Qinglei Li Yang Wang Zhen Jin Yixiong         | Francja Emmanuel Lebesson Abdel Kader Salifou Adrien Mattenet Clement Debruyeres                  | Niemcy Nico Christ Nico Stehle Lennart Wehking Japonia Masato Shiono Yuichi Yokoyama Hidetoshi Oya Jun Mizutani Kenji Matsudaira           |
| Kobiety        |                                                                |                                                                                                   | |
| Gra pojedyncza | Tang Liying                                                    | Yuka Ishigaki                                                                                     | Moemi Terui Huang Yi-hua |
| Gra podwójna   | Chiny Dai Ningyang Cai Shanshan                                | Chiny Liu Juan Ma Yuefei                                                                          | Japonia Yuri Yamanashi Moemi Terui Korea Południowa Seo Hyo-young Kim So-ri                                                                |
| Zespoły        | Chiny Dai Ningyang Liu Juan Tang Liying Cai Shanshan Ma Yuefei | Rosja Julia Prokorowa Walentina Sabitowa Margarita Fietiukina Jelena Troszniewa Polina Michaiłowa | Francja Carole Grundisch Audrey Mattenet Marine Zanardi Li Xue Japonia Yuri Yamanashi Moemi Terui Misako Wakamiya Yuka Ishigaki Yuko Fujii |
| Mieszane       |                                                                |                                                                                                   | |
| Gra podwójna   | Chińskie Tajpej Chiang Hung-chieh Huang Yi-hua                 | Chińskie Tajpej Lu Yun-feng Wu Chih-chi                                                           | Hiszpania Jesus Cantero Sara Ramírez Japonia Kenji Matsudaira Yuri Yamanashi                                                               |

## Wyniki
| - gra pojedyncza - gra podwójna - zespoły | - gra pojedyncza - gra podwójna - zespoły | - gra podwójna |